# Sœurs de Sainte Marie de Lorette
Les Sœurs de Sainte Marie de Lorette est une congrégation religieuse apostolique de droit pontifical. 

## Historique
La congrégation est fondée le 10 novembre 1891 par Marie Bonardi, en religion Mère Natalina, pour gérer le jardin d'enfants de Saluggia, car les sœurs du Bon Conseil qui le dirigent, sont contraintes d'abandonner l'archidiocèse de Verceil. La maison-mère est transférée en 1911 à Verceil. Les sœurs se répandent dans diverses régions du Piémont, de la Lombardie et de la Vénétie. En 1971 , à l'invitation de la conférence épiscopale italienne, elles se consacrent à l'éducation des enfants d'émigrants italiens en Suisse alémanique.
L'institut reçoit le décret de louange le 10 décembre 1954 et ses constitutions sont définitivement approuvées le 26 mars 1962.  

## Activités et diffusion
Les sœurs se dédient à la pastorale paroissiale et scolaire.
Elles sont présentes en Italie, au Kenya et en Haïti.
La maison-mère est à Verceil.
En 2017, la congrégation comptait 73 sœurs dans 12 maisons.